# Zuia
Zuia (in spagnolo Zuya) è un comune spagnolo situato nella comunità autonoma dei Paesi Baschi.